# Cyanolyca armillata
La chara collareja o arrendajo de cuello negro (Cyanolyca armillata) es una especie de ave paseriforme de la familia Corvidae propia de los bosques andinos en Ecuador, Colombia y Venezuela. Anteriormente se consideró conespecífica de la chara andina (Cyanolyca viridicyanus).[cita requerida]